# تابودة
تابودة هي قرية مغربية شمال المملكة. تنتمي تابودة لإقليم تاونات الجبلي. تضم هذه القرية 15.644 نسمة (إحصاء 2004).